# プズル・アッシュル1世
プズル・アッシュル1世（アッカド語: 𒁍𒀫𒀸𒋩）は前21世紀頃、古アッシリア時代のアッシリア王。『アッシリア王名表』によれば第21代のアッシリア王である。一般的に彼は独立した都市国家としてのアッシュルを前2025年頃に確立したと考えられている。
プズル・アッシュル1世についての記録は乏しく、彼自身による史料は残されていないが、彼は『アッシリア王名表』に記載されており、また後代の王たち（彼の息子・後継者のシャリム・アフムおよび、より後の時代のアッシュル・リム・ニシェシュとシャルマネセル3世）の碑文で言及されている:6,8,12,15。これらの碑文では彼はキキアを始めとしたアッシュル市の市壁の再建者とされている。
プズル・アッシュル1世はおそらくアッシリア人自身による王朝を創設したとされている。この王朝はアムル人（アモリ人）の王シャムシ・アダド1世によってエリシュム2世が地位を追われるまで8世代にわたって続いた。しかし、ヒルデガルド・ルウィは『Cambridge Ancient History』においてこの解釈を否定し、プズル・アッシュル1世は彼以前の時代から続くスリリによって創始されたより長く続く王朝の一員であったと書いている。プズル・アッシュル1世とその直後の後継者たちの関係は碑文によって立証されている:7–8 。プズル・アッシュル1世の後に続く王たちは『アッシリア王名表』の記載に従うならばエリシュム2世の代まで血縁関係がある:14。
プズル・アッシュル1世の後継者たちはアッシュルの副王（Išši’ak Aššur）およびエンシ（ensí）を称号としていた。